# Sara Canning

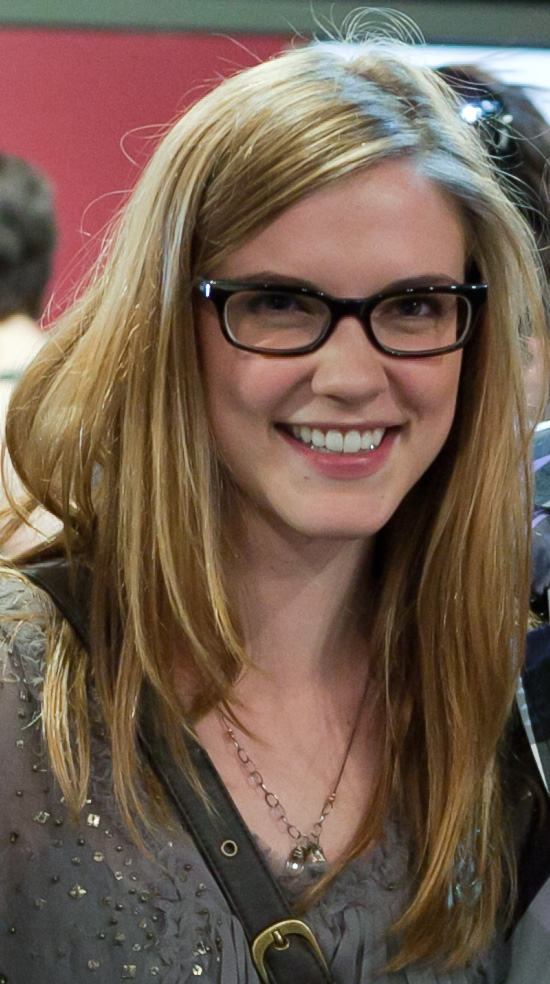
Sara Canning

Sara Canning (* 14. Juli 1987 in Gander, Neufundland, Neufundland und Labrador) ist eine kanadische Schauspielerin.

## Leben
Als Tochter von Wayne und Daphne Canning zeigte sich Canning schon in jungen Jahren am Schauspiel interessiert und verfolgte bald das Ziel, einen solchen Berufsweg einzuschlagen. Als sie jung war, skatete sie gern und spielte auf diversen Festivals ihrer Stadt Theater auf einer Freilichtbühne.
Nach ihrem Schulabschluss studierte sie Journalismus an der University of Alberta, verließ diese allerdings wieder und ging, immer noch mit der Absicht, Schauspielerin zu werden, im Alter von neunzehn Jahren nach Vancouver. In der darauffolgenden Zeit nahm sie Schauspielunterricht und verdiente sich ihren Lebensunterhalt als Kellnerin.
Im Jahr 2009 erhielt sie erstmals eine Hauptrolle als Jenna Sommers in der Mystery-Serie Vampire Diaries. Zu Beginn der Dreharbeiten lebte sie in Atlanta, wo selbige auch produziert wird. Nach dem Tod ihrer Figur in der vorletzten Folge der zweiten Staffel kehrte Canning nach Vancouver, Kanada zurück und hat sich in diesem Jahr für die Hauptrollen in zwei Fernsehfilmen verpflichtet: Hunt for the I-5 Killer und Blitzed. Im März 2012 erhielt sie die weibliche Hauptrolle der Dylan Weir in dem Primeval-Spin-off Primeval: New World an der Seite von Niall Matter. Es schlossen weitere Film- und Fernsehrollen an, ihr Schaffen umfasst mehr als 50 Produktionen.
Canning hat neben ihren Aktivitäten als Schauspielerin auch das Ziel, Regie zu führen und Drehbücher zu schreiben. Im Jahr 2010 schrieb sie an einer Liebesgeschichte mit, die im wilden Westen spielt.

## Filmografie (Auswahl)
- 2008: Paparazzi Princess: The Paris Hilton Story
- 2008: Schlappschuss 3: Die Junior-Liga
- 2008: Smallville (Fernsehserie, Folge 8x01 und 8x02)
- 2008: Kyle XY (Fernsehserie, Folge 3x04 Männerabend)
- 2009: Black Rain
- 2009: Taken in Broad Daylight
- 2009: Come Dance at My Wedding
- 2009: Black Field
- 2009–2012, 2014, 2017: Vampire Diaries (The Vampire Diaries, Fernsehserie, 46 Folgen)
- 2012: Hannah’s Law
- 2012: Supernatural (Fernsehserie, Folge 7x13 The Slice Girls)
- 2012–2013: Primeval: New World (Fernsehserie, 13 Folgen)
- 2013–2014: Republic of Doyle – Einsatz für zwei (Republic of Doyle, Fernsehserie, 2 Folgen)
- 2013: King & Maxwell (Fernsehserie, Folge 1x07 Family Business)
- 2013: The Right Kind of Wrong
- 2014–2015: Remedy (Fernsehserie, 20 Folgen)
- 2016: On the Farm (Fernsehfilm)
- 2016: Hello Destroyer
- 2016: Motive (Fernsehserie, Folge 4x06 Interference)
- 2017: Multiverse Dating for Beginners (Kurzfilm)
- 2017: Prodigals
- 2017: Planet der Affen: Survival (War for the Planet of the Apes)
- 2017–2018: Eine Reihe betrüblicher Ereignisse (A Series of Unfortunate Events, Fernsehserie, 10 Folgen)
- 2018: Once Upon a Time – Es war einmal … (Once Upon a Time, Fernsehserie, Folge 7x15 Sisterhood)
- 2018: Level 16
- 2018: Send Us Smokes (Kurzfilm)
- 2018: Welcome to Nowhere
- 2018: A.R.C.H.I.E. 2
- 2018: The Fish & The Sea (Kurzfilm)
- 2018: Take Two (Fernsehserie, Folge 1x12 It Takes a Thief)
- 2018: Van Helsing (Fernsehserie, Folge 3x11 Been Away)
- 2019: Hatch (Kurzfilm)
- 2019: Z
- 2019: The Banana Splits Movie
- 2019: Wu Assassins (Fernsehserie, Folge 1x06 Gu Assassins)
- 2019: Amish Abduction (Fernsehfilm)
- 2019: The Christmas Temp (Fernsehfilm)
- 2019–2020: Nancy Drew (Fernsehserie)
- 2020: Fu*king Idiots
- 2020: The Christmas Yule Blog (Fernsehfilm)
- 2021: Big Sky (Fernsehserie, 2 Folgen)
- 2021: 9-1-1: Notruf L.A. (9-1-1, Fernsehserie, Folge 4x13 Suspicion)
- 2021: Superhost
- 2021: A Christmas Star (Fernsehfilm)
- 2022: Love Amongst the Stars (Fernsehfilm)
- 2022: Christmas at the Golden Dragon (Fernsehfilm)
- 2022: Influencer
- 2023: Sweetland
- 2023: The Irrational (Fernsehserie, Folge 1x01)
- 2023: Coupled Up for Christmas (Fernsehfilm)
- 2023: Holiday Road (Fernsehfilm)
- 2023: The Burning Season
- 2024: Kill Victoria
- 2024: Dark Match
- 2024: Christmas on Call (Fernsehfilm)
- 2025: Sight Unseen (Fernsehserie, Folge 2x02)